# 洛克马里亚-普卢扎内
洛克马里亚-普卢扎内（法語：Locmaria-Plouzané，法語發音：[lɔkmaʁja pluzane]）是法国菲尼斯泰尔省的一个市镇，属于布雷斯特区。

## 地理
洛克马里亚-普卢扎内（48°22'29"N, 4°38'37"W）面积23.16 平方千米，位于法国布列塔尼大區菲尼斯泰尔省，该省份为法国最西部的省份，位于布列塔尼半岛西部，北西南三面环大西洋，东临阿摩尔滨海省和莫尔比昂省。
与洛克马里亚-普卢扎内接壤的市镇（或旧市镇、城区）包括：普卢贡沃兰、普卢莫盖尔、普卢扎内。

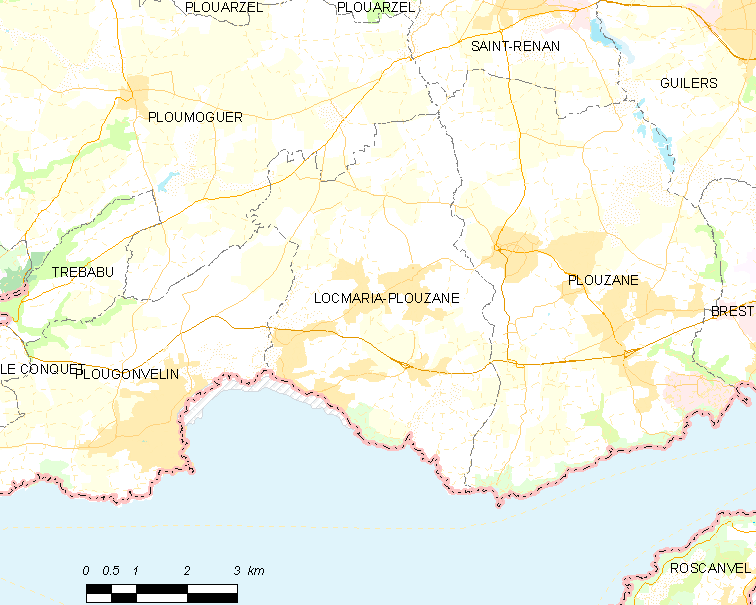
洛克马里亚-普卢扎内的OSM定位图

洛克马里亚-普卢扎内的时区为UTC+01:00、UTC+02:00（夏令时）。

## 行政
洛克马里亚-普卢扎内的邮政编码为29280，INSEE市镇编码为29130。

## 政治
洛克马里亚-普卢扎内所属的省级选区为圣勒南县。

## 人口

1962-2008年间洛克马里亚-普卢扎内人口变化图示

洛克马里亚-普卢扎内于2022年1月1日时的人口数量为5160人。